# ديفيد لازاري
ديفيد رافاييل لازاري (بالبرتغالية: David Rafael Lazari‏) (من مواليد 30 أبريل 1989) هو لاعب كرة قدم برازيلي يلعب حالياً في مركز الوسط المهاجم لصالح تاي بو في دوري هونغ كونغ لكرة القدم.